# ロザリオ・スカレロ
ロザリオ・スカレロ（伊: Rosario Scalero、1870年12月24日 - 1954年12月25日）は、イタリアの作曲家・ヴァイオリニスト。イギリスとオーストリアに留学したのち、長年アメリカ合衆国で教育者として過ごした。

## 経歴
サンタ・チェチーリア音楽院の教師でヴァイオリニスト・楽器製作者であったピエトロ・ベルタッツィに、6歳までにトリノで指導を受ける。1881年にトリノ音楽院に入学してルイージ・アヴァッレに師事。15歳でセザール・トムソンに入門する。しばらく健康上の理由でモンカリエーリに帰郷したが、その後トリノに戻って1889年ごろにカミッロ・シヴォリの指導を受け、またその頃にはシヴォリ四重奏団にも加わっていた。1891年にライプツィヒでリサイタルを行なってデビューを果たし、その後はミラノやローマ、ロンドンなど、ヨーロッパの各地で評論家の称賛を得た。
1895年にロンドンに留学し、当時バイロイト音楽祭のコンサートマスターとして高名だったアウグスト・ヴィルヘルミの薫陶を受ける。1900年にロンドンからウィーンに移り、オイゼビウス・マンディチェフスキに師事。1907年にローマに戻り、1913年に「四重奏協会」を設立してその監督とヴァイオリニストを務めた。
1919年にエルネスト・ブロッホの後任教師としてニューヨークのマネス音楽学校に招聘され、1927年からはフィラデルフィアのカーティス音楽院に転任した。この間もヴァッレ・ダオスタ州に自宅を構えていたらしい。1946年に帰国するとイヴレア近郊のモンテストルット城に閑居し、1954年に同地で世を去った。
作曲家としては、マンディチェフスキに献呈した《ヴァイオリン・ソナタ》のほかに、弦楽四重奏と弦楽合奏のための《組曲》や、交響詩《神聖な森（La Divina Foresta）》を遺している。
著名な門人に、サミュエル・バーバーやヒューゴー・ワイズガル、ジャン・カルロ・メノッティ、ニーノ・ロータ、ルーカス・フォス らがいる。

## 註
1. ↑   The Strad, October 1895
2. ↑  ibid.
3. ↑   Musical prodigies, Claude Kenneson ISBN 1-57467-046-8
4. ↑   Grace Notes: Lukas Foss